# Carlos Silva Valente
Carlos Alberto Silva Valente, né le 25 juillet 1948 à Setúbal et mort le 20 juin 2024,, est un arbitre portugais de football. Il est arbitre international jusqu’en 1993.

## Carrière
Il officie dans des compétitions majeures : 
- Coupe du monde de football de 1986 (1 match)
- Coupe du monde de football de 1990 (2 matchs)